# Ailinzebina
Ailinzebina is een geslacht van weekdieren uit de klasse van de Gastropoda (slakken).

## Soorten
- Ailinzebina abrardi (Ladd, 1966)
- Ailinzebina bilabiata (Boettger, 1893)
- Ailinzebina elegantissima (d'Orbigny, 1842)
- Ailinzebina laddi (Lozouet, 1999) †
- Ailinzebina laticostata Faber, 2013
- Ailinzebina onobiformis (Rolán & Luque, 2000)
- Ailinzebina sleursi Faber, 2013
- Ailinzebina stampiana (Lozouet, 1999) †
- Ailinzebina tomlini (Bavay, 1917)